# Реліктові види
Реліктові (від лат. relictum — «залишок») — рослини та тварини, що входять до складу рослинного покриву або тваринного світу тієї чи іншої країни або області як пережитки флори і фауни минулих геологічних епох, і які перебувають у деякій невідповідності з сучасними умовами існування.
Релікти названі з огляду на їх зв'язки з рослинним або тваринним світом минулих епох або з певними типами рослинності. Так, третинним і (більш точно — неогеновими) реліктами називають види, що збереглися без видимих змін щонайменше з пліоцену; наприклад, у Колхіді — ряд деревних порід (лапина, дзельква, каштан та інші) і вічнозелених чагарників, у Талиші — залізне дерево, в басейні Волги і Уралу — хохуля. Лісовими реліктами в Арктиці є види, що просунулися далеко на північ під час теплішої післяльодовикової епохи, і що утримались там в умовах тундри (ліннея, чорниця, деякі грушанки та інші). Особливо виділяють льодовикові релікти. Види рослин і тварин, що збереглися тільки в окремих ділянках раніше широкого ареалу, і в цьому плані подібні до реліктів, називають «псевдореліктами».